# Xinji
Xinji (辛集 ; pinyin : Xīnjí) est une ville de la province du Hebei en Chine. C'est une ville-district placée sous la juridiction de la ville-préfecture de Shijiazhuang.

## Démographie
La population du district était de 619 116 habitants en 1999.